# Guillermo Uribe Holguín
Guillermo Enrique Lázaro Uribe Holguín (Bogotá, Cundinamarca; 17 de marzo de 1880 - ibídem, 26 de junio de 1971) fue un compositor, violinista y docente musical colombiano.
Es considerado como uno de los más influyentes músicos de la historia de Colombia, no tanto por su obra musical, sino por los logros institucionales que consumó, como creador del Conservatorio Nacional de Colombia, y de la Orquesta Sinfónica de Colombia, la primera de su clase en el país, inspirada en el modelo francés.

## Biografía

### Orígenes
Guillermo Uribe Holguín nació en Bogotá el 17 de marzo de 1880, en un hogar acomodado de la élite capitalina.

### Estudios y trayectoria
Comenzó sus estudios en Bogotá a los 11 años con Narciso Garay en la Academia de Música de Bogotá. Rápidamente asimiló cuanto se le enseñaba pues se destacó por su brillantez y facilidades. Posteriormente fue nombrado docente de violín en dicha academia a la edad de 15 años.

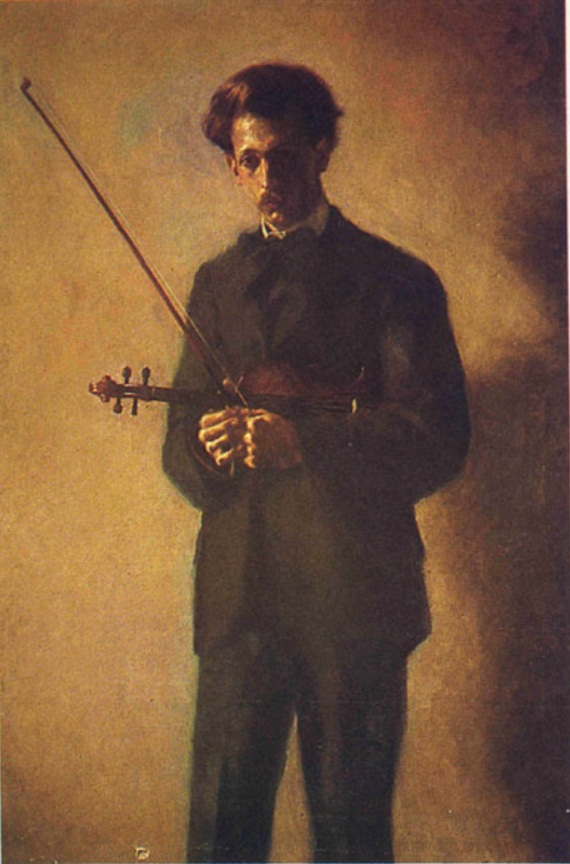
Retrato al óleo por Eugenio de la Zerda

En 1905 durante un corto viaje a Nueva York tuvo la oportunidad de asistir a varios conciertos y operas, en donde por primera vez presenciaba una orquesta sinfónica y entre los cuales hubo una presentación del Cuarteto Kneisel y de Parsifal de Richard Wagner bajo la dirección de Richard Strauss, quien le llamó en gran medida la atención. Regresó a Colombia ese mismo año con la decisión de formar una orquesta y pese a las precariedades de la época, contando con pocos músicos e instrumentos, cimentó las bases para lo que fuera posteriormente la Orquesta Sinfónica de Colombia a través de la Sociedad de Conciertos.
Se trasladó a Francia en 1907 becado por el Gobierno de Colombia, para estudiar en la Schola Cantorum de París con Vincent d'Indy, allí continuó sus estudios de violín con Armand Parent. Se graduó con el título élevè titulaire du composition en 1910 logrando completar los requisitos del pensum en tan solo 3 años, lo que normalmente llevaría 5. Perfeccionó simultáneamente su técnica violinística en Bruselas con Cesar Thomson. El 24 de febrero de ese mismo año contrae matrimonio con la pianista Lucía Gutiérrez Samper. De regreso a Bogotá fue director del Conservatorio Nacional en dos ocasiones (1910-1935/1942-1947)
En 1941 Guillermo Uribe Holguín publicó su autobiografía Vida de un músico colombiano que además es el recuento de sucesos de la escena artística, social y política de la capital de Colombia en las primeras décadas del siglo XX.
Murió el 26 de junio de 1971 en Bogotá.

## Familia
Guillermo Uribe Holguín era miembro de varios círculos aristocráticos en su natal Colombia. 
Su padre era Tomás Guillermo Uribe Maldonado, de la familia Uribe, y su madre Mercedes Holguín Mallarino, de las familias Holguín y Mallarino, siendo sus hermanos Beatriz, Miguel Saturnino II, Elvira, Dominga y Guillermo Alberto, siendi Guillermo el último de 6 hijos.
Su padre era cuñado del político Miguel, la escritora Agripina y el escritor José María Samper Agudelo, este último cuya esposa era la poetisa Soledad Acosta, concuñada de Tomás Uribe, ya que dos de los hermanos de Samper estaban casados con dos hermanas Uribe. Así, Guillermo es sobrino político de todos los Samper Agudelo.
Su abuelo Miguel Saturnino Uribe, casado en segundas nupcias con Bernardina Ibáñez (examante del expresidente Francisco de Paula Santander), tuvo a María del Carmen Uribe Ibáñez, quien casada con Karl Ivan Michelsen es la madre de Carlos Michelsen Uribe, cabeza de esa familia de quien desciende el expresidente Alfonso López Michelsen. Michelsen Uribe es por tanto hermanastro de Tomás Uribe.
Su madre era hermana de los expresidentes Carlos y Jorge Holguín Mallarino, y juntos hijos del patriarca Vicente Holguín Sánchez. Los Holguín eran sobrinos del expresidente Manuel María Mallarino Ibargüen, casado con María Mercedes Cabal, pariente lejana de la política colombiana María Fernanda Cabal; por lo anterior Guillermo era sobrino de éstos expresidentes. Como dato curioso, su tío Carlos era cuñado del expresidente Miguel Antonio Caro, quien desciende de Nicolasa Ibáñez, hermana de Bernardina, segunda esposa de su abuelo Saturnino Uribe.
Por los lazos matrimoniales de sus tíos maternos y paternos, Guillermo es primo de Álvaro, Hernando, Clemencia y Margarita Holguín y Caro; de Joaquín Samper Brush; de Bertilda Samper Acosta; y primo segundo de Germán Holguín Zamorano, Carlos Holguín Sardi, Clara López Obregón, María Ángela Holguín, y un largo etc.

### Matrimonio y descendencia
Guillermo contrajo nupcias el 23 de febrero de 1910 con Lucía Gutiérrez Samper, su prima segunda (quien además era sobrina bisnieta del expresidente Manuel de Bernardo Álvarez, tío a su vez del expresidente Antonio Nariño y cuñado del expresidente Jorge Tadeo Lozano) con quien tuvo a sus hijos Ricardo, Germán, María Antonia, Elvira y Lucía Uribe González.

## Condecoraciones y reconocimientos
En 1933, Uribe fue condecorado como Caballero de la Legión de Honor por el gobierno Francés. En 1935 recibe del gobierno Colombiano la máxima condecoración, la Orden de Boyacá. en 1939 recibe la Medalla Cívica del General Santander, asimismo es nombrado Director Honorario de la Orquesta Sinfónica Nacional y profesor Honorario de la Universidad Nacional de Colombia.

## Legado
En 1975 los familiares del compositor y el Patronato Colombiano de Artes y Ciencias conformaron la Fundación Guillermo Uribe Holguín, encargada de conservar y difundir su obra.

## Obra
La obra de Guillermo Uribe Holguín es considerada una de las más extensas dentro del repertorio clásico colombiano.
Drama lírico
- Furatena Op. 76, tragedia lírica en 3 actos y 5 cuadros. Texto del compositor (1943)

 Música de cámara
Clave
- Para el clavicémbalo Op. 121 n.º 1 (1962)

Guitarra
- Tres bosquejos Op. 51 n.º 2

- Pequeña suite Op. 80 n.º 1 - Dedicado a Andrés Segovia (1946) (estrenada en 2005 por Nilko Andreas Guarín en Nueva York)

Piano
- Seis trozos Op. 3

- Suite "Paroles Cachées" Op. 6

- Preludio a mi Lucía Op. 10 (1915)

- Nocturno Op. 11

- Tres preludios Op. 20 (1926)

- 300 trozos en el sentimiento popular Op. 22 n.º  1-6 (20 Bambucos)

- Impresiones Op. 28 - Dedicado a Armando Palacios (1928)

- 300 trozos en el sentimiento popular Op. 32 n.º 7-27 (20 Bambucos) (1928)

- 300 trozos en el sentimiento popular Op. 35 n.º 1-28

- 300 trozos en el sentimiento popular Op. 38 n.º 1-45 (Aires Populares)

- 300 trozos en el sentimiento popular Op. 41 n.º 1-9 (1932)

- Bailarinas Op. 46 - Dedicado a Marcel Stambuch

- 300 trozos en el sentimiento popular Op. 47 n.º 1-37 (1933)

- Preludios Op. 48 (1933)

- Preludios Op. 49 (1933)

- 300 trozos en el sentimiento popular Op. 50 n.º 1-19 (1934)

- Día de difuntos Op. 51 (n.º 1)

- 300 trozos en el sentimiento popular Op. 52 n.º  1-1B (1935)

- Preludios Op. 53 (1936-1937)

- Suite Op. 54

- 300 trozos en el sentimiento popular Op. 55 n.º  1-26 (1936)

- Preludios Op. 56 (1936 - 1938)

- Sonatina Op. 57 (1937 revisada en 1955)

- 300 trozos en el sentimiento popular Op. 58 n.º  1-41 (1937)

- Preludios Op. 67 (1938)

- Tema con variaciones Op. 67 (1938)

- 300 trozos en el sentimiento popular Op. 68 n.º  1-10 (1938)

- 300 trozos en el sentimiento popular Op. 70 n.º  1-15 (1938)

- 300 trozos en el sentimiento popular Op. 71 n.º  1-25 (1938-1939)

- Op. 81

1. Pasillo (1947)
2. Bambuco Rondino (1947)
3. Bambuco
4. Fantasía folclórica para 2 pianos (1947)

Violonchelo y piano
- Dos trozos para violonchelo y piano Op. 30 (1928)

- Op. 40

1. Obra desconocida
2. Canto heroico (1930)

- Sonata Op. 61 (1946)

Otros ensambles
- Cuarteto para violín, viola, violonchelo y piano Op. 8 n.º 1 (1914)

- Divertimento para flauta, arpa y cuarteto de cuerdas Op. 89 (1953)

- Pequeña suite para violín, viola y flauta Op. 96 (1955)

- Escena cómica para violín y viola Op. 108 (n.º .2)

- Toccata para flauta, fagot, dos cornos y piano Op. 113 (1960)

Cuarteto de cuerdas
- Cuarteto n.º 1 Op. 12(1920)

- Cuarteto n.º 2 Op. 19 (1924-1926)

- Cuarteto n.º 3 Op. 63 (1937)

- Cuarteto n.º 4 Op. 86 (1950) - Dedicado al Cuarteto Bogotá

- Cuarteto n.º 5 Op. 87 (1951)

- Cuarteto n.º 6 Op. 90 (1953)

- Cuarteto n.º 7 Op. 93 (1954)

- Cuarteto n.º 8 Op. 111 (1960)

- Cuarteto n.º 9 Op. 114 (1960)

- Cuarteto n.º 10 Op. 116 (1961)

Dos pianos
- Fantasía folclórica para dos pianos Op. 81 n.º 4 (1947)

- Transcripción de la sinfonía n.º 2 "del Terruño" Op.15a Op. 15b

Quinteto con piano
- Quinteto n.º 1 Op. 31

- Quinteto n.º 2 Op. 66

Trío
- Trío n.º 1 para violín, violonchelo y piano Op. 74

- Trío para violín, viola y violonchelo Op. 95 (n.º 1) (1957)

- Trío n.º 2 para violín, violonchelo y piano Op. 115 (n.º 1)

Viola y piano
- Sonata Op. 24 (1927)

Violín y piano
- Motu perpetuo (1927)

- Sonata Op. 7 (1909) - Dedicada a Emile Chaumont

- Suite Op. 13 (1920) - Dedicada a Renato Bolognini

- Sonata n.º 2 Op. 16 (1924)

- Sonata n.º 3 Op. 25 (1927)

- Sonata n.º 4 Op. 39 (1930)

- Sonata n.º 4 Op. 59 (1937)

- Sonata n.º 2 Op. 60 (1937)

- Sonata n.º 6 Op. 75

- Sonata n.º 7 Op. 91 (n.º 2)

Canto y piano
- Seis canciones Op. 1 (1901)

- Op. 2

1. Ave verum, fuga para 2 voces, armonio y órgano (1905)
2. Ancien Noel para 2 voces con órgano o piano

- Seis canciones Op. 4 (1906)

- Canción de Laurean Op. 8 n.º 3

- Op. 9

1. Il passa (1915)
2. Odelette (1915)

- Op. 23

1. Las golondrinas (1927, revisada 1946)
2. Canción (1927, revisada 1946)

- Op.27

1. a Nocturno (A la memoria de mi Lucía)
2. Segundo nocturno (1928)

- Seis canciones Op. 36 (1930) - Dedicado a Luis Macías

- Las garzas Op. 44 (1932)

- 15 canciones sobre textos de Rafael Pombo y León de Greiff Op. 45

- Seis canciones Op. 68

- Hay un instante en el crepúsculo Op. 80 n.º 2 (1947)

- Amor de Ti, Señor Op. 85 n.º 1 (1949)

- Op. 107a

1. Desconocida
2. Menuet (1958)
3. La lyre d'Orphée

- Doce canciones Op. 120 (1962) (Última composición)

- Cuatro canciones sobre textos de José Asunción Silva (1961)

- Belleza y amor

Coro a capella
- Op. 72

1. Canción de paz Para SCTB y tenor solo
2. Día de la siembra Para SCTB

- Misa Para coro de niños y coro masculino Op. 82 (1948)

- Op. 107b

1. El renacuajo paseador Para SCTB (1958)
2. La revista Para SCTB (1958)

Orquesta
Coro y voces solistas con orquesta
- Victimas Paschali Para coro y orquesta Op. 5 (1905)

- Op. 14

1. Te deum Para tenor solista, coro y orquesta (1920)
2. Tantum ergo Para coro mixto y orquesta (1921)

- Requiem Para solistas, coro mixto y orquesta Op. 17 (1926) - A la memoria de Lucía Gutiérrez Samper

- Marcha triunfal Para tenor solista y orquesta Op. 18 (1926, revisada 1940)

- Nocturno Para tenor y orquesta Op. 27 n.º 1b

- Himno Para barítono, coro mixto y orquesta (1932) Op. 42

- Improperia Para barítono, coro y orquesta Op. 65

- Prometeo encadenado Para dos recitadores, coro y orquesta Op. 77 (1945)

- Anarkos Para recitador y orquesta Op.84 (1949)

- Homenaje a Bolivar Para soprano, tenor, coro y orquesta Op. 106

Instrumentos solistas y orquesta
- Villanezca para piano y orquesta Op. 37 (1957)

- Concierto a la manera antigua para piano Op. 62 (1951)

- Concierto para violín y orquesta Op. 64 n.º 1 (1938, revisado 1964)

- Concierto para violín Op. 79 n.º 2 (Revisado 1964)

- Concierto para clave y orquesta Op. 99 (1962)

- Concierto para viola y orquesta Op. 109 (1962)

- Concierto para violonchelo y orquesta Op. 118 (1962)

Piezas y poemas sinfónicos
- Tres danzas Op. 21 (1926 - 1940)

- Op. 26

1. Marcha fúnebre (1928, revisada 1943)
2. Marcha festiva (1928)

- Serenata Op. 29 (1928)

- Op.32

1. Trozo en el sentimiento popular n.º 8 - 2b
2. Trozo en el sentimiento popular n.º 12 - 8b
3. Trozo en el sentimiento popular n.º 19 - 13b

- Cantares Op. 33 (1929, revisada 1939)

- Carnavalesca Op. 34 (1929)

- Trozo en el sentimiento popular n.º 62 Op. 38 n.º 7b

- Bajo su ventana Op. 40 n.º 1 (1930)

- Suite típica Op. 43 (1932)

- Bochica Op.73 (1939)

- Tres ballets criollos Op. 78

- Sinfonieta campesina Op. 83 (1949)

- Ceremonia indígena Op. 88 (1955)

- Bolivar Op. 95 n.º 2 (1955)

- Coriolano Op. 97 (1955)

- Conquistadores Op. 108 (1954)

- Tres bocetos sinfónicos Op. 115 n.º 2 (1951)

Sinfonías
- Sinfonía n.º 1 Op. 11 (1914, revisada 1947)

- Sinfonía n.º 2 "Del Terruño" Op. 15a (1924)

- Sinfonía n.º 3 Op. 91 (n.º 1) (1955)

- Sinfonía n.º 4 Op. 98

- Sinfonía n.º 5 Op. 100 (1956)

- Sinfonía n.º 6 Op. 101 (1956)

- Sinfonía n.º 7 Op. 102 (1957)

- Sinfonía n.º 8 Op. 103 (1957, revisada 1958)

- Sinfonía n.º 9 Op. 110 (1959)

- Sinfonía n.º 10 Op. 112 (1960)

- Sinfonía n.º 11 Op. 117 (1961)

Orquesta de cuerdas
- Crepuscular (De la suite para piano Op. 28) Op. 28 n.º 6b

- Trozo en el sentimiento popular n.º 30 Op. 55 n.º 3b

- Preludio (Del preludio para piano Op. 56 n.º 1) Op. 56 n.º 1b

- Trozo en el sentimiento popular n.º 126 Op. 47 n.º 17b

- Concertino Op. 104